# Dicranella rotundata
Dicranella rotundata là một loài Rêu trong họ Dicranaceae. Loài này được (Broth.) Takaki mô tả khoa học đầu tiên năm 1968.